# Plan de San Pablo
Plan de San Pablo är en ort i Mexiko.   Den ligger i kommunen Tacámbaro och delstaten Michoacán de Ocampo, i den södra delen av landet, 250 km väster om huvudstaden Mexico City. Plan de San Pablo ligger 1 754 meter över havet och antalet invånare är 110.
Terrängen runt Plan de San Pablo är lite bergig. Runt Plan de San Pablo är det ganska tätbefolkat, med 80 invånare per kvadratkilometer. Närmaste större samhälle är Tacámbaro de Codallos, 8,8 km öster om Plan de San Pablo. I omgivningarna runt Plan de San Pablo växer huvudsakligen savannskog.